# Bay (Laguna)
Bay é um município de  segunda classe de renda municipal (d) na província Laguna, nas Filipinas. De acordo com o censo de 1 de maio  de  2020 possui uma população de 67 182 pessoas e 17 848 domicílios.